# Park Chu-young
Park Chu-Young (nascut a Daegu, Corea del Sud, el 10 de juliol del 1985) és un exfutbolista professional sud-coreà que jugava d'extrem o davanter. Chu-Young, també va jugar per la selecció de Corea del Sud des del 2005.